# Zuri Tibby
Zuri Tibby (1º settembre 1995) è una modella statunitense, famosa per essere stata dal 2016 al 2019 la portavoce della linea PINK di Victoria's Secret.

## Biografia
È stata scoperta in un centro commerciale all'età di 15 anni. Il 24 agosto 2016 è diventata la prima modella nera a essere testimonial della linea PINK di Victoria's Secret. 
Ha partecipato al Victoria's Secret Fashion Show dal 2016 al 2018.

## Agenzie
- IMG - Parigi, Londra, Los Angeles, New York
- Why Not Model Management - Milano

## Campagne pubblicitarie
- Becca Cosmetics (2014)
- Victoria's Secret Pink (2016-2019)